# Solo Dance
Solo Dance is een nummer van de Deense dj Martin Jensen uit 2017.
"Solo Dance" werd in diverse, voornamelijk Europese landen een hit. In Jensens thuisland Denemarken haalde het de 7e positie. In de Nederlandse Top 40 was het nummer het een 37e positie niet heel succesvol. Ook in Vlaanderen was het nummer geen groot succes; daar bleef het steken op een 6e positie in de Tipparade.